# 三個貓王
《三個貓王》是一幅1963年美國普普藝術家安迪·沃荷的畫作。2014年11月在紐約的拍賣會以5.19千萬英鎊（26億1千萬新臺幣）賣出。